# 맥지
맥지(McG, 1968년 8월 9일 ~ )라는 예명을 쓰는 조지프 맥긴티 니콜(Joseph McGinty Nichol)은 미국의 영화 감독이다.

## 작품 목록
- 미녀 삼총사 (2000)
- 미녀 삼총사: 맥시멈 스피드 (2003)
- 우리는 마샬 : 불멸의 팀 (2066)
- 터미네이터: 미래전쟁의 시작 (2009)
- 디스 민즈 워 (2012)
- 쓰리데이즈 투 킬 (2014)
- 사탄의 베이비시터 (2017)
- 아이 필 프리티 (2018)
- 림 오브 더 월드 (2019)
- 사탄의 베이비시터: 킬러 퀸 (2020)
- 패밀리 스위치 (2023)
- 어글리 (2024)